# Guided by Voices
Guided by Voices is een Amerikaanse lo-fi indierockband uit Dayton, Ohio. De band is ontstaan in 1983 met zanger en songwriter Robert Pollard, gitarist Ed Dwyer, bassist Mitch Mitchell en drummer Kevin Fennell. Guided by Voices groeide uit tot een van de invloedrijkste indierockbands in de periode waarin alternatieve rock zijn hoogtepunt bereikte. Gedurende zijn bestaan heeft de band vele wisselingen in de bezetting doorgemaakt. Pollard was steeds de constante factor. Wat hij later de classic lineup noemde, bestond uit Pollard, gitarist Tobin Sprout, Mitchell, bassist Greg Demos en Fennell.

## Geschiedenis

### Voorgeschiedenis en oprichting (1975-1985)
De geschiedenis van Guided by Voices begint in de periode dat zanger Robert Pollard op high school zat. Hij volgde onderwijs aan Northridge High School in zijn thuisstad Dayton in Ohio. Nadat hij zichzelf gitaar had leren spelen, richtte hij in 1975 de band Anacrusis op (niet te verwarren met de gelijknamige trashmetalband). Eenmaal aan Wright State University hoorde Pollard van de muzikale term (Nederlands; opmaat of anacrouse); hij vond het een passende naam. Het eerste optreden van de band was in 1976.
Anacrusis speelde tegen het einde van de jaren 70 covers van heavy metal en progressieve rock in plaatselijke kroegen. In 1981 begonnen ze eigen muziek te spelen. Volgens gitarist Mitch Mitchell werd het spelen van covers toen maar saai. In 1982 werden voor het eerst opnames gemaakt van eigen werk.  De band trad in deze periode onder verschillende namen op maar uitendelijk werd in 1983 gekozen voor Guided by Voices. De naam verwijst naar de stemmen uit het verleden van de rockmuziek waardoor Pollard zich geleid voelt bij het schrijven van muziek. Al in de beginjaren was de bezetting aan sterke wisselingen onderhevig; dit zou zo blijven gedurende het bestaan van de band.
|            |            |            |            |            |            |  |  |                       |                       |                       |                       |                       |                       |  |  | Anacrusis I 1975            | Anacrusis I 1975           | Anacrusis I 1975           | Anacrusis I 1975           | Anacrusis I 1975           | Anacrusis I 1975           |  |  | Blue Mist / Ambush 1969-1970 | Blue Mist / Ambush 1969-1970 | Blue Mist / Ambush 1969-1970 | Blue Mist / Ambush 1969-1970 | Blue Mist / Ambush 1969-1970 | Blue Mist / Ambush 1969-1970 |  |  |  |  |  |  |  |  |  |  |  |  |
|            |            |            |            |            |            |  |  |                       |                       |                       |                       |                       |                       |  |  | Anacrusis I 1975            | Anacrusis I 1975           | Anacrusis I 1975           | Anacrusis I 1975           | Anacrusis I 1975           | Anacrusis I 1975           |  |  | Blue Mist / Ambush 1969-1970 | Blue Mist / Ambush 1969-1970 | Blue Mist / Ambush 1969-1970 | Blue Mist / Ambush 1969-1970 | Blue Mist / Ambush 1969-1970 | Blue Mist / Ambush 1969-1970 |  |  |  |  |  |  |  |  |  |  |  |  |
| The Rulers | The Rulers | The Rulers | The Rulers | The Rulers | The Rulers |  |  | 86 1979               | 86 1979               | 86 1979               | 86 1979               | 86 1979               | 86 1979               |  |  | Anacrusis II 1976-1978      | Anacrusis II 1976-1978     | Anacrusis II 1976-1978     | Anacrusis II 1976-1978     | Anacrusis II 1976-1978     | Anacrusis II 1976-1978     |  |  |                              |                              |                              |                              |                              |                              |  |  |  |  |  |  |  |  |  |  |  |  |
| The Rulers | The Rulers | The Rulers | The Rulers | The Rulers | The Rulers |  |  | 86 1979               | 86 1979               | 86 1979               | 86 1979               | 86 1979               | 86 1979               |  |  | Anacrusis II 1976-1978      | Anacrusis II 1976-1978     | Anacrusis II 1976-1978     | Anacrusis II 1976-1978     | Anacrusis II 1976-1978     | Anacrusis II 1976-1978     |  |  |                              |                              |                              |                              |                              |                              |  |  |  |  |  |  |  |  |  |  |  |  |
|            |            |            |            |            |            |  |  |                       |                       |                       |                       |                       |                       |  |  |                             |                            |                            |                            |                            |                            |  |  |                              |                              |                              |                              |                              |                              |  |  |  |  |  |  |  |  |  |  |  |  |
|            |            |            |            |            |            |  |  |                       |                       |                       |                       |                       |                       |  |  | Coyote Call 1982            | Coyote Call 1982           | Coyote Call 1982           | Coyote Call 1982           | Coyote Call 1982           | Coyote Call 1982           |  |  | Acid Ranch / Mailbox 1980    | Acid Ranch / Mailbox 1980    | Acid Ranch / Mailbox 1980    | Acid Ranch / Mailbox 1980    | Acid Ranch / Mailbox 1980    | Acid Ranch / Mailbox 1980    |  |  |  |  |  |  |  |  |  |  |  |  |
|            |            |            |            |            |            |  |  |                       |                       |                       |                       |                       |                       |  |  | Coyote Call 1982            | Coyote Call 1982           | Coyote Call 1982           | Coyote Call 1982           | Coyote Call 1982           | Coyote Call 1982           |  |  | Acid Ranch / Mailbox 1980    | Acid Ranch / Mailbox 1980    | Acid Ranch / Mailbox 1980    | Acid Ranch / Mailbox 1980    | Acid Ranch / Mailbox 1980    | Acid Ranch / Mailbox 1980    |  |  |  |  |  |  |  |  |  |  |  |  |
|            |            |            |            |            |            |  |  |                       |                       |                       |                       |                       |                       |  |  |                             |                            |                            |                            |                            |                            |  |  |                              |                              |                              |                              |                              |                              |  |  |  |  |  |  |  |  |  |  |  |  |
|            |            |            |            |            |            |  |  | The Jitters 1980-1981 | The Jitters 1980-1981 | The Jitters 1980-1981 | The Jitters 1980-1981 | The Jitters 1980-1981 | The Jitters 1980-1981 |  |  | Instant Lovelies 1982       | Instant Lovelies 1982      | Instant Lovelies 1982      | Instant Lovelies 1982      | Instant Lovelies 1982      | Instant Lovelies 1982      |  |  | Fig. 4 1981-1985             | Fig. 4 1981-1985             | Fig. 4 1981-1985             | Fig. 4 1981-1985             | Fig. 4 1981-1985             | Fig. 4 1981-1985             |  |  |  |  |  |  |  |  |  |  |  |  |
|            |            |            |            |            |            |  |  | The Jitters 1980-1981 | The Jitters 1980-1981 | The Jitters 1980-1981 | The Jitters 1980-1981 | The Jitters 1980-1981 | The Jitters 1980-1981 |  |  | Instant Lovelies 1982       | Instant Lovelies 1982      | Instant Lovelies 1982      | Instant Lovelies 1982      | Instant Lovelies 1982      | Instant Lovelies 1982      |  |  | Fig. 4 1981-1985             | Fig. 4 1981-1985             | Fig. 4 1981-1985             | Fig. 4 1981-1985             | Fig. 4 1981-1985             | Fig. 4 1981-1985             |  |  |  |  |  |  |  |  |  |  |  |  |
|            |            |            |            |            |            |  |  |                       |                       |                       |                       |                       |                       |  |  |                             |                            |                            |                            |                            |                            |  |  |                              |                              |                              |                              |                              |                              |  |  |  |  |  |  |  |  |  |  |  |  |
|            |            |            |            |            |            |  |  |                       |                       |                       |                       |                       |                       |  |  | Guided by Voices 1983-1996  | Guided by Voices 1983-1996 | Guided by Voices 1983-1996 | Guided by Voices 1983-1996 | Guided by Voices 1983-1996 | Guided by Voices 1983-1996 |  |  | Cobra Verde 1994-heden       | Cobra Verde 1994-heden       | Cobra Verde 1994-heden       | Cobra Verde 1994-heden       | Cobra Verde 1994-heden       | Cobra Verde 1994-heden       |  |  |  |  |  |  |  |  |  |  |  |  |
|            |            |            |            |            |            |  |  |                       |                       |                       |                       |                       |                       |  |  | Guided by Voices 1983-1996  | Guided by Voices 1983-1996 | Guided by Voices 1983-1996 | Guided by Voices 1983-1996 | Guided by Voices 1983-1996 | Guided by Voices 1983-1996 |  |  | Cobra Verde 1994-heden       | Cobra Verde 1994-heden       | Cobra Verde 1994-heden       | Cobra Verde 1994-heden       | Cobra Verde 1994-heden       | Cobra Verde 1994-heden       |  |  |  |  |  |  |  |  |  |  |  |  |
|            |            |            |            |            |            |  |  |                       |                       |                       |                       |                       |                       |  |  |                             |                            |                            |                            |                            |                            |  |  |                              |                              |                              |                              |                              |                              |  |  |  |  |  |  |  |  |  |  |  |  |
|            |            |            |            |            |            |  |  |                       |                       |                       |                       |                       |                       |  |  | Guided by Voices 1997-2004  |                            |                            |                            |                            |                            |  |  |                              |                              |                              |                              |                              |                              |  |  |  |  |  |  |  |  |  |  |  |  |
|            |            |            |            |            |            |  |  |                       |                       |                       |                       |                       |                       |  |  |                             |                            |                            |                            |                            |                            |  |  |                              |                              |                              |                              |                              |                              |  |  |  |  |  |  |  |  |  |  |  |  |
|            |            |            |            |            |            |  |  |                       |                       |                       |                       |                       |                       |  |  |                             |                            |                            |                            |                            |                            |  |  |                              |                              |                              |                              |                              |                              |  |  |  |  |  |  |  |  |  |  |  |  |
|            |            |            |            |            |            |  |  |                       |                       |                       |                       |                       |                       |  |  | Guided by Voices 2010-2014  |                            |                            |                            |                            |                            |  |  |                              |                              |                              |                              |                              |                              |  |  |  |  |  |  |  |  |  |  |  |  |
|            |            |            |            |            |            |  |  |                       |                       |                       |                       |                       |                       |  |  |                             |                            |                            |                            |                            |                            |  |  |                              |                              |                              |                              |                              |                              |  |  |  |  |  |  |  |  |  |  |  |  |
|            |            |            |            |            |            |  |  |                       |                       |                       |                       |                       |                       |  |  | Guided by Voices 2016-heden |                            |                            |                            |                            |                            |  |  |                              |                              |                              |                              |                              |                              |  |  |  |  |  |  |  |  |  |  |  |  |
|            |            |            |            |            |            |  |  |                       |                       |                       |                       |                       |                       |  |  |                             |                            |                            |                            |                            |                            |  |  |                              |                              |                              |                              |                              |                              |  |  |  |  |  |  |  |  |  |  |  |  |

Stamboom tot en met de eerste incarnatie van Guided by Voices volgens Greer (2005) aangevuld met latere gegevens

### Beginjaren (1986-1991)
In 1986 verscheen het eerste werk van de band, de ep Forever Since Breakfast. De ep werd opgenomen in een 24-sporenstudio. Pollard was erg ongelukkig met het werk, dat werd uitgebracht op het kleine platenlabel I Wanna. De slechte ervaring bracht Pollard ertoe om bij de opnames van het volgende werk zelf alle beslissingen te nemen, zonder te kijken naar kwaliteit. Hierna begonnen uitgaven elkaar in snel tempo op te volgen - wat kenmerkend zou blijken voor Pollard en daarmee ook voor Guided by Voices. Na de ep verschenen de albums Devil Between My Toes (1987), Sandbox (1987), Self-Inflicted Aerial Nostalgia (1989) en Same Place the Fly Got Smashed (1990), allemaal op kleine onafhankelijke labels.

### Lo-fi periode (1992-1997)
Tegen 1992 verkeerde de band in geldnood. Er zou nog één album uitgebracht worden. Hoewel Propeller werd opgenomen in een professionele studio, werd er gebruikgemaakt van 4-track cassettes en lo-fi-opnametechnieken. Pollard had er geen behoefte aan dat het album gerecenseerd zou worden. Toch stuurden manager Pete Jamison en bassist Greg Demos het album naar tijdschriften en plaatselijke uitgevers waarna de aandacht voor het album groeide. Na het horen van het album raakte Robert Griffin, oprichter van Scat Records, geïnteresseerd in de band. Hij nam contact op met Pollard en stelde voor om een ep op te nemen. In eerste instantie dankte Pollard voor het aanbod omdat volgens hem de band was opgeheven, maar daar kwam hij vrijwel meteen op terug. Zeven dagen later ontving Griffin een demo van de ep The Grand Hour. Scat bracht de ep in 1993 uit. In hetzelfde jaar verscheen er meer werk van de band, waaronder het album Vampire on Titus.
In 1994 kreeg de band voor het eerst bredere aandacht, onder andere in het tijdschrift Spin. In dat jaar kwam Guided by Voices met Bee Thousand. Het was dit album waarmee de band doorbrak in indiekringen. Het album werd uitgegeven door Scat, met een distributiedeal met Matador. Een jaar later volgde Alien Lanes. Beide albums groeiden uit tot klassiekers in de indierock.
In 1996 werd Under the Bushes, Under the Stars opgenomen. Het was het eerste album dat een professionelere benadering kreeg; de opnames vonden plaats in een 24-sporenstudio. Ondertussen begon het vele toeren zijn tol te eisen onder de "classic lineup". Deze bezetting bestond naast Robert Pollard uit de gitaristen Tobin Sprout en Mitch Mitchell, bassist Greg Demos en drummer Kevin Fennell. Sprout besloot niet langer de weg op te gaan. Hij verlegde zijn aandacht naar zijn gezin, zijn schilderkunst en zijn solocarrière. Demos had in 1994 een diploma in de rechten behaald en werd advocaat. Pollard, altijd al druk met nevenprojecten, bleef onverminderd doorgaan op dezelfde weg. In 1997 wist hij leden van Cobra Verde aan zich te binden; met deze nieuwe bezetting werd Mag Earwhig! (1997) uitgebracht.

### Hogere productiewaarde (1998-2001)
Met de nieuwe bezetting begon de band te experimenteren met beter gepolijste productie. Guided by Voices tekende bij het grotere label TVT. Het album Do the Collapse (1999) werd geproduceerd door Ric Ocasek (The Cars). Het album werd matig ontvangen. Fans misten de lo-fi-benadering waar de band bekend om stond. Wel kwam er meer airplay, vooral dankzij "Teenage FBI" en "Hold on Hope", beide afkomstig van Do the Collapse. De bezetting van de band was ondertussen wederom veranderd; alleen Doug Gillard (afkomstig van Cobra Verde) bleef aan. Oudgedienden Demos en Macpherson keerden terug. Vóór de opnames van Isolation Drills (2001) sloot ook Nate Farley (The Amps, The Breeders) zich bij de band aan. Het album werd geproduceerd door Rob Schnapf.

### Terugkeer naar Matador en opheffing (2002-2004)

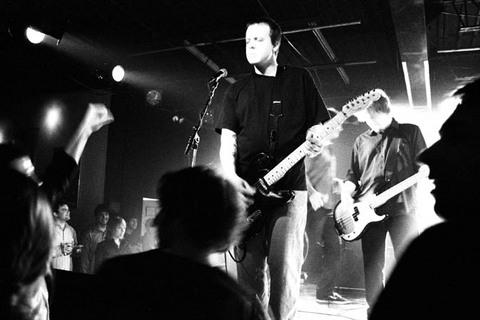
Van voor naar achter: Nate Farley, Chris Slusarenko en Robert Pollard tijdens een optreden met Guided by Voices in 2004.

Ondanks de toegenomen airplay genereerden de laatste twee albums niet het succes waar wel op gehoopt werd. Pollard was ongelukkig met de zakelijke gang van zaken bij TVT waar de focus meer lag op hitpotentie. Hoewel Do the Collapse werd uitgebracht op dat label, werd het album gefinancieerd door Matador. Nadat Guided by Voices TVT verliet, wilde Matador de band graag terug. De onderhandelingen over een nieuw contract namen slechts enkele dagen in beslag. In 2002 verscheen het "mid-fi-album" Universal Truths and Cycles waarmee de band brak met de hogere productiewaarde van Do the Collapse en Isolation Drills. In 2003 volgden Earthquake Glue, de boxset Hardcore UFOs: Revelations, Epiphanies and Fast Food in the Western Hemisphere en het verzamelalbum The Best of Guided by Voices: Human Amusements at Hourly Rates.
In maart 2004 kondigde Pollard aan dat de band werd opgeheven. Guided by Voices hield een afscheidstournee die door Pollard Mission Accomplished: The Electrifying Conclusion werd genoemd. Het laatste optreden van de tournee vond plaats op 31 december 2004 in het poppodium Metro in Chicago. De show werd bezocht door oud-bandleden en familieleden, maar ook door leden van The Strokes, The Smashing Pumpkins en Andrew W.K. Het vier uur durende optreden verscheen op de dvd The Electrifying Conclusion.

### Solo- en nevenprojecten (2005-2009)
Nadat de band was opgeheven, gingen de leden door met eigen (solo)projecten. Gitarist Nate Farley begon direct met het schrijven van eigen materiaal. Hij richtte Shawen Acres op in 2005. De band bracht één album uit, The Precious Blood Festival. Drummer Kevin March werd manager bij School of Rock, een internationale organisatie voor naschoolse muziekopleidingen. Ook maakte hij in de periode 2005-2007 deel uit van Hot One. Hun titelloze debuut- en enige album Hot One verscheen in 2006. De bezetting van deze groep bestond verder uit zanger-gitarist Nathan Larson (Shudder to Think), gitarist Jordan Kern en de Canadese bassiste Emm Gryner. Met Nina Perssons project A Camp nam March het album Colonia op dat in 2009 werd uitgebracht.
Het bleef niet helemaal stil rond Guided by Voices. In 2007 bracht het label New West het livealbum Guided by Voices: Live from Austin, TX uit als onderdeel van hun reeks Live from Austin, TX. Gedurende de periode 2005-2009 bracht Robert Pollard meerdere albums uit van zijn diverse projecten in wie hij samenwerkte met oud-leden van Guided by Voices.

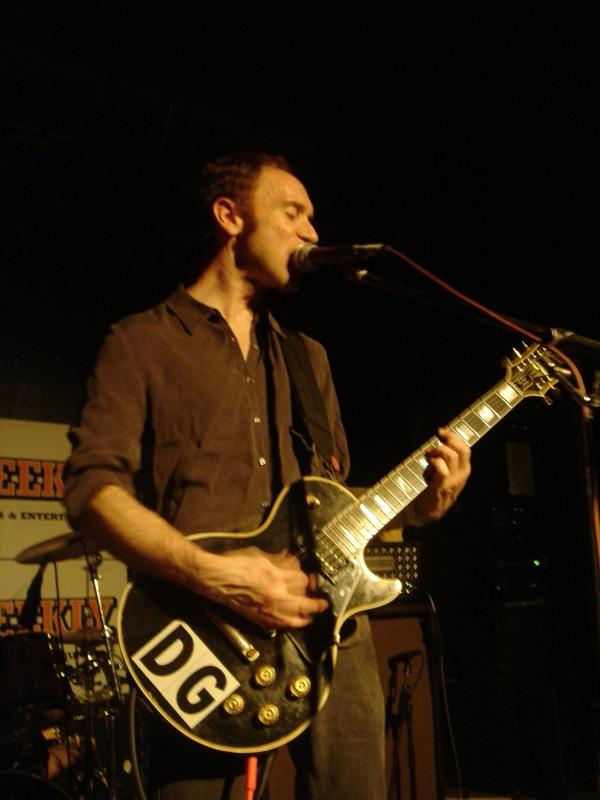
Doug Gillard tijdens een solo-optreden op 6 juni 2005 in Orlando.
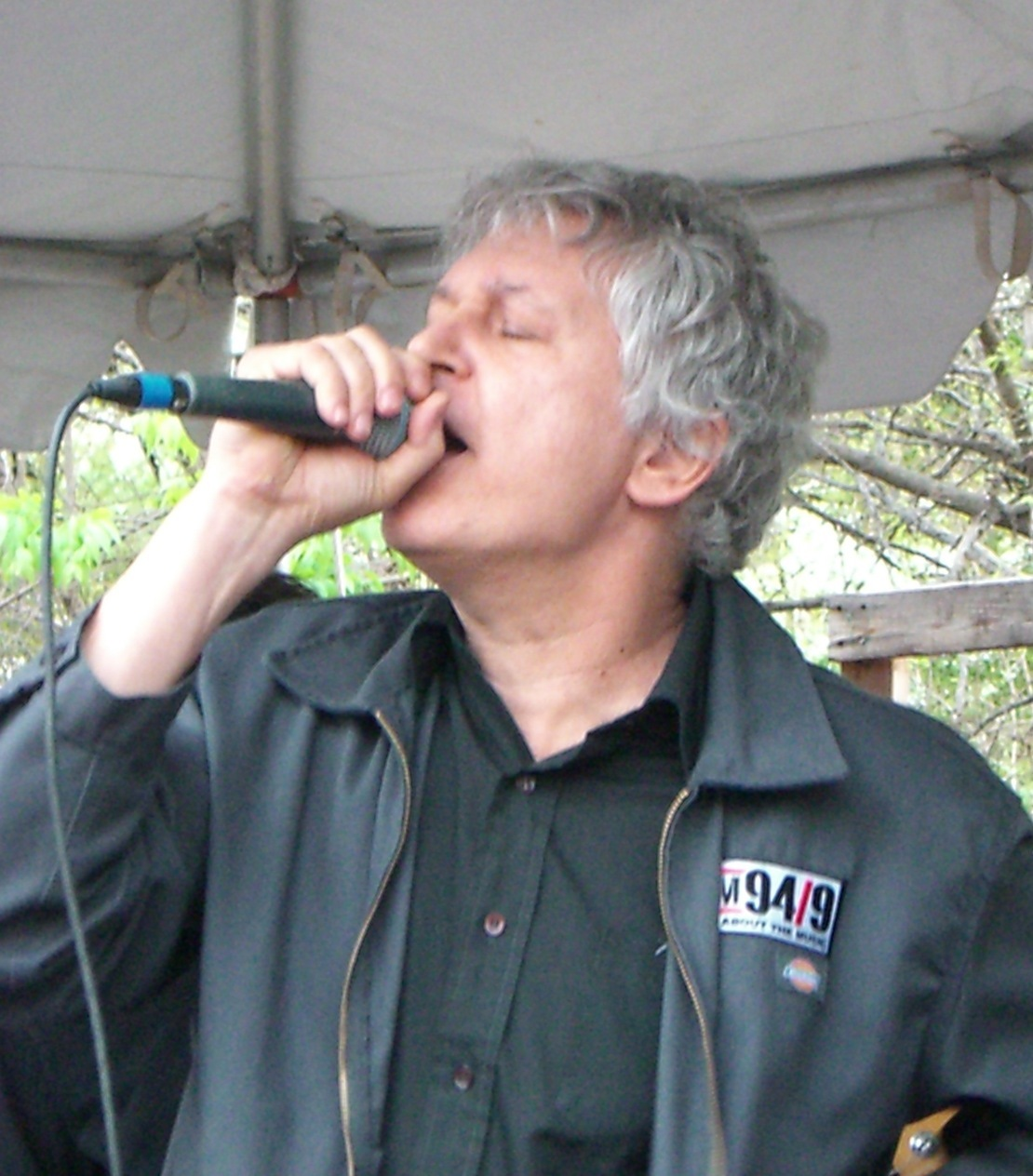
Op 17 maart 2006 gaf Robert Pollard een solo-optreden op SXSW.

### Reünie (2010-2014)
Van 1 tot en met 3 oktober 2010 vierde Matador haar 21e verjaardag in het Palms Casino Resort in Las Vegas. Bands die (ooit) onder contract stonden bij het label gaven acte de présence. Hoewel Pollard in eerste instantie bedankte voor de uitnodiging, bracht hij voor het evenement de "classic line-up" bij elkaar nadat hem meer geld werd aangeboden voor het optreden. Over deze bezetting zei Pollard dat hij beter was dan de oorspronkelijke bezetting, waar ook zijn broer Jim deel van uitmaakte. Mitchell zorgde voor een opstootje toen hij het podium beklom tijdens het optreden van Yo La Tengo en omvergeworpen werd door een beveiliger. Mitchells actie paste bij de rivaliteit die tussen de bands heerste sinds Pollard zich tijdens een show in 2000 negatief uitliet over Yo La Tengo.
Al in juli 2010 waren er geruchten dat een tournee zou volgen op het optreden op Matadors verjaardagsevenement, die later werden bevestigd. Pollard had eerst geen zin maar stelde later een volwaardige reünie voor. Hij had het album Let's Go Eat the Factory en een heuse comeback in gedachten al uitgewerkt hoewel hij een nieuw album tijdens een interview met Spinner op 23 december 2010 nog een "long shot" noemde. De opnames vonden plaats in Sprouts thuisstudio maar verliepen moeizaam, onder andere door technische problemen. Later dat jaar ving de tour aan en trad de band door het hele land op in grotere clubs dan toen de band in 2004 werd opgeheven. Veel shows waren al snel uitverkocht. De Hallway of Shatterproof Glass Tour werd door Tyler Clark van Consequence of Sound in 2019 uitgeroepen tot een van de 25 beste tournees van de jaren 2010. In december 2011 werd Let's Go Eat the Factory uitgebracht.
In 2013 probeerde Fennell zijn drumstel via eBay voor $ 55.000 te verkopen. De relatie tussen Pollard en Fennell raakte ernstig gebrouilleerd waarna de drummer in oktober werd ontslagen. Aan het ontslag ging een uitwisseling van e-mails tussen Fennell en Pollard vooraf die Fennell openbaarde op de speciaal voor de verkoop aangemaakte Facebookpagina. Pollard haalde in zijn e-mails hard uit naar Fennell. Uit het e-mailverkeer werd duidelijk dat Fennell hoopte geld te kunnen verdienen met het drummen voor de band, maar hij vond dat er te weinig shows werden gegeven. Hij werd vervangen door Kevin March.
Bijna een jaar later, op 18 september 2014, gaf de band plots een verklaring af op hun website en Facebookpagina waarin ze aankondigden te stoppen. Kaartjes die al verkocht waren voor een aanstaande tour werden vergoed. In een e-mail naar de New York Times gaf Pollard als reden op dat het onderste uit de kan was bereikt. De band heeft in de periode 2004-2010 zes albums uitgebracht.

### Record Store Day enSuitcase 4(2015)
Fans hoefden het niet lang zonder muziek van Pollard te doen. Al in februari 2015 bracht hij opnieuw een album uit, I Sell the Circus, nu met zijn project Ricked Wicky. In april volgde het soloalbum Faulty Superheroes en in oktober verscheen Stomping Grounds van Circus Devils. Maar ook werd er werk uitgebracht van Guided by Voices. De albums Do the Collapse en Isolation Drills werden voor Record Store Day opnieuw op vinyl uitgegeven. In november kwam de boxset Suitcase 4: Captain Kangaroo Won the War uit.

### Tweede reünie (2016-heden)

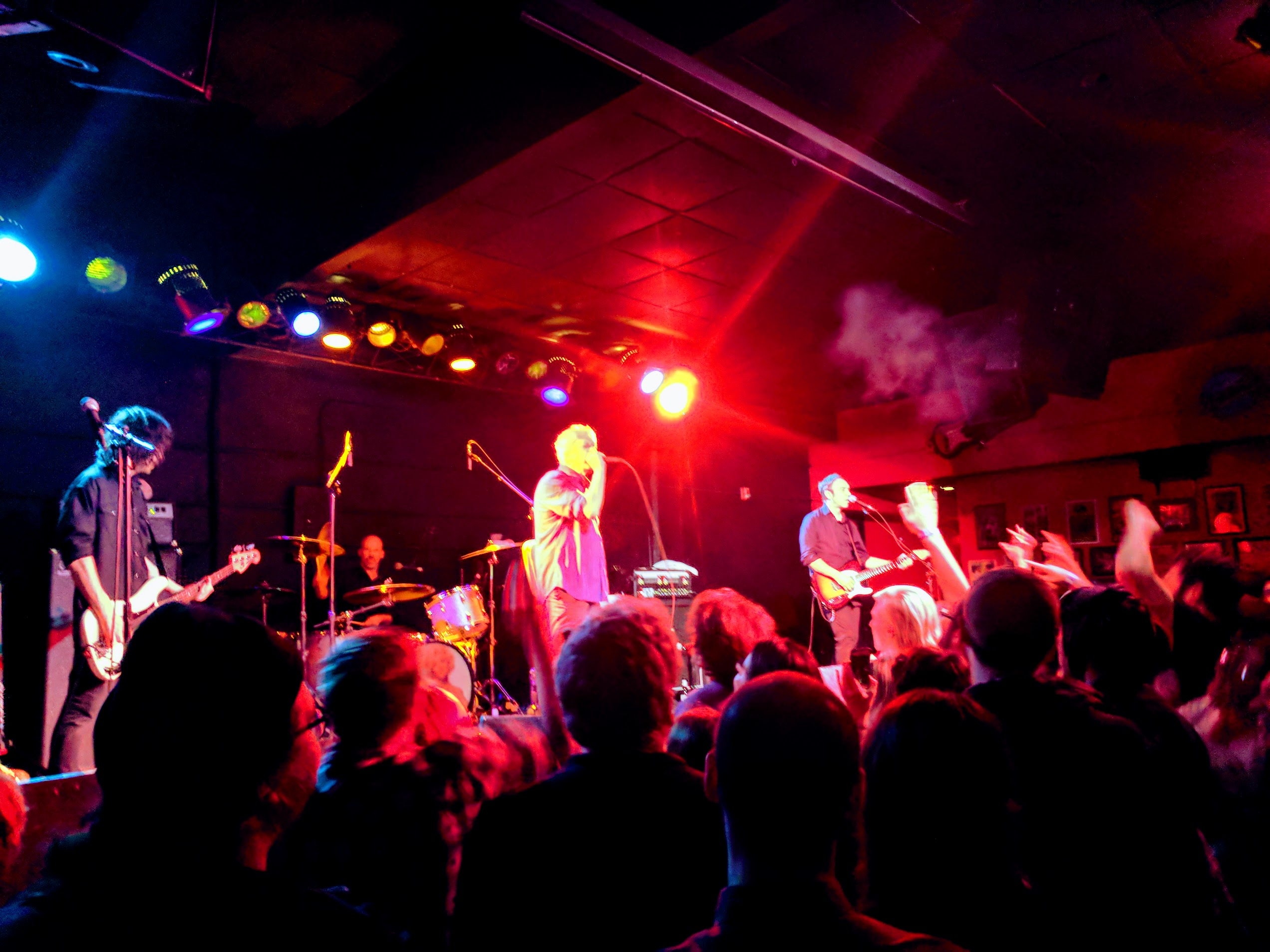
Guided by Voices tijdens een optreden in 2018. V.l.n.r.: Mark Shue, Kevin March, Robert Pollard en Doug Gillard.

Op 9 februari 2016 verscheen de band op de lineup van Sled Island Festival in Calgary. Alleen Pollard werd als bandlid vermeld. Dezelfde dag maakte de band de nieuwe bezetting bekend via sociale media en bleek er sprake van een heroprichting. Naast Pollard zouden Bobby Bare jr. en Nick Mitchell op gitaar spelen, Mark Shue op bas en Kevin March op drums. Tijdens een optreden in Cincinnati op 15 juli 2016 nam Doug Gillard de plaats in van Nick Mitchell. Op dat moment was nog niet bekend dat Mitchell de band had verlaten.
Pollard bracht op 4 maart 2016 het soloalbum Of Course You Are uit. Het album werd geproduceerd door Nick Mitchell. Pollard had nog een verzameling teksten liggen en besloot deze zelf op te nemen. Dit resulteerde in het album Please Be Honest (2016) dat hij als werk van Guided by Voices uitbracht, hoewel geen andere bandleden betrokken waren bij de productie. Op 31 december 2019 gaf Guided by Voices een eindejaarsconcert in de Teragram Ballroom in Los Angeles. Gedurende vier uur en twintig minuten speelde de band 100 nummers. 96 daarvan waren van de band zelf, een van een nevenproject van Pollard en Gillard en drie waren afkomstig van Pollards soloalbums.
Gedurende de coronapandemie had de band, net als de hele muziekindustrie, last van de maatregelen die genomen werden om de verspreiding van COVID-19 te beteugelen. Op 17 juli 2020 werd een van tevoren opgenomen concert ("one day world tour") gestreamd. Tijdens het concert, opgenomen in de Metro te Chicago, werd veel materiaal gespeeld dat afkomstig is van het toen nieuwe album Mirrored Aztec dat op 21 augustus werd uitgebracht.
In 2023 vierde Guided by Voices zijn 40-jarig jubileum met twee liveshows, op 1 en 2 september. De band speelde met het idee om zich muzikaal te laten ondersteunen door het Dayton Philharmonic Orchestra en om op te treden in het Schuster Center. Pollard wees het idee uiteindelijk van de hand, onder andere omdat hij bedenkingen had bij de sfeer van de locatie. De shows vonden plaats in het Dayton Masonic Center. Er waren gastoptredens van Kiwi Jr., Dinosaur Jr., Built to Spill, Heartless Bastards en Wednesday Gurl.

## Stijl

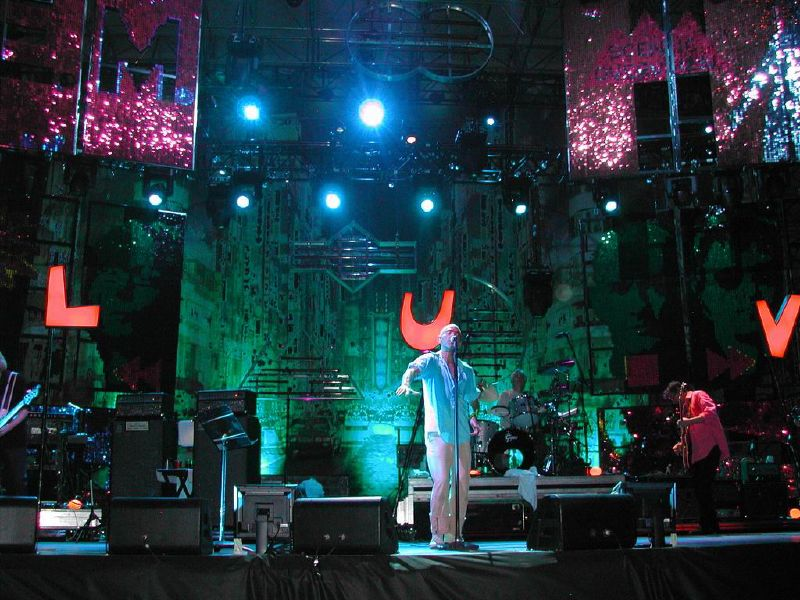
De muziek van Guided by Voices is meer dan eens vergeleken met het geluid van R.E.M.

### Muziek
De muziek van Guided by Voices is diverse malen vergeleken met die van R.E.M., een van de grondleggers van de alternatieve rock. De band is zelfs een R.E.M.-coverband genoemd. Volgens toenmalig poprecensent David Kleijwegt was daar bij het verschijnen van Alien Lanes in 1995 "niets meer van terug te horen." Pollard liet zich inspireren door progressieve rock uit de jaren 60 en British Invasion. Eric Carr van Pitchfork merkte in zijn recensie van Earthquake Glue (2003) op dat de (hard-)rockband The Who terug te horen is in Pollards werk. Dat de band door Britse rock beïnvloede muziek maakt, werd ook benoemd door David Antrobus van PopMatters in zijn recensie van hetzelfde album. Zo schreef hij dat in sommige nummers "Union Jack-draped boy-rock love" te horen is. Jeff Bergstrom van BrooklynVegan noemde de bandleden "garage rock icons".
De band staat erom bekend veel werk uit te brengen, tot soms drie albums in een jaar. Veel nummers duren kort, zelden langer dan twee minuten. De wijze waarop de band muziek maakt, heeft volgens Punknews.org een punk-esthetiek.
Gedurende de beginjaren drukte Tobin Sprout een grote stempel op de muziek van Guided by Voices. Volgens Landon MacDonald van PopMatters leidde Sprouts invloed tot betere recensies van het werk dat de band uitbracht. Sprouts bijdragen zorgden voor momenten van bezinning in de aanhoudende stroom van de vreemde popmuziek die Pollard produceerde. In zijn recensie van Sprouts album The Universe & Me (2017) maakte MacDonald een vergelijking met The Beatles; Robert Pollard zou John Lennon en Paul McCartney zijn en Sprout zou de terughoudende en vaardige George Harrison zijn.

### Liveshows

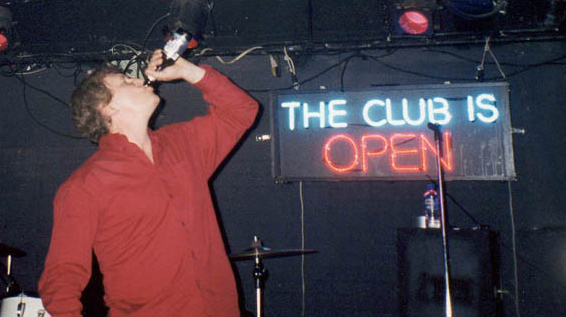
Robert Pollard in 2004. "The club is open" is een regel uit het nummer "A Salty Salute" van het album Alien Lanes (1995). Het neonbord heeft vaak het podium gedeeld met de band.

De band staat erom bekend lange liveshows te spelen. Een setlist kan 50 nummers bevatten. Het is niet ongewoon om de leden, bij aantreden al beschonken, op het podium alcohol te zien consumeren. Zo kon Pollard met grote teugen bier en tequila drinken. De band wordt ook wel gekscherend "Guided by Beers" genoemd. Na de heroprichting van de band in 2016 bleef Guided by Voices uitvoerig toeren. Volgens Gillard geven liveshows een bron van inkomsten in een tijd waarin albumverkopen onvoldoende opleveren.

### Werkwijze
Voor de "one day world tour" in 2020 repeteerde de band één dag gezamenlijk. Volgens Pollard wordt ervan uit gegaan dat alle leden ook afzonderlijk oefenen. Sinds de recentste bezetting, van na 2016, leren de bandleden afzonderlijk nieuw werk te spelen voordat ze samenkomen om het op te nemen.
Tijdens een interview met Rolling Stone in 2020 over onder andere de gevolgen van de coronapandemie verschafte Pollard inzage in de zakelijke kant van het spelen in Guided by Voices. Enkele bandleden hadden tijdens de pandemie zowel een werkloosheidsuitkering als $ 1.000 subsidie van MusiCares ontvangen. Drummer Kevin March was het enige bandlid met een vaste baan, als docent aan de School of Rock in Montclair. Hij gaf tijdens de pandemie les via Zoom. Alle bandleden waren afzonderlijk gecontracteerd en voorzagen op eigen manieren in extra inkomen. Pollard verkreeg extra inkomsten uit royalty's. Naast muzikant is hij ook beeldend kunstenaar wat eveneens inkomsten genereert.
De band is het gehele jaar door bezig met promotie van hun werk. Er wordt veel opgetreden in - met name Amerikaanse - clubs en poppodia. Tijdens het jaarlijkse festival Heedfest komen fans samen en spelen coverbands de muziek van Guided by Voices. Er worden samenwerkingen aangegaan met bierbrouwerijen; zo bracht Dogfish Head Brewery in 2014 het bier BEER Thousand uit, ter viering van het 20-jarig jubileum van het album Bee Thousand.

## Belang en invloed
Guided by Voices bleek een van de invloedrijkste indierockbands in de periode waarin alternatieve rock zijn hoogtepunt bereikte. In januari 1997 riep Rolling Stone de band uit tot derde beste alternatieve artiest, na Beck en Sebadoh. Samen met Sebadoh en Pavement legde Guided by Voices het fundament voor lo-fi en hielp de band met het populariseren van deze stroming.
Na het uitbrengen van Vampire on Titus in 1993 kon de band ook Kim Deal (The Breeders, Pixies) en Thurston Moore (Sonic Youth) tot zijn fans rekenen. Guided by Voices had een grote invloed op Albert Hammond jr. (The Strokes) die later de rest van zijn band enthousiast wist te krijgen. The Strokes zouden daarna zelfs optreden in het voorprogramma van Guided by Voices. Guided by Voices had een cameo in de videoclip van de single Someday, afkomstig van The Strokes' debuutalbum Is This It (2001). In een scène nemen de bands het tegen elkaar op in een fictieve aflevering van het spelprogramma Family Feud.
Do the Collapse (1999) genereerde bekendheid voor de band vanwege het feit dat verschillende nummers op de soundtracks van tv-series belandden. "Teenage FBI" kwam terecht op Buffy the Vampire Slayer: The Album hoewel het nummer in geen enkele aflevering gedraaid werd. "Hold on Hope" werd gedraaid tijdens de aflevering "My Occurence" van de medische dramedy Scrubs. Filmregisseur Steven Soderbergh wasonder de indruk van het album. Voor de aftiteling van zijn film Full Frontal (2002) gebruikte hij het nummer "Do Something Real", afkomstig van het album Speak Kindly of Your Volunteer Fire Department (1999) van Pollard en Gillard. Soderbergh schreef later het voorwoord voor het boek Guided by Voices: A Brief History (2005) waarin voormalig Spin-redacteur en oud-bandlid James Greer de geschiedenis van de band tot de eerste opheffing in 2004 beschrijft.

## Inzet voor goede doelen

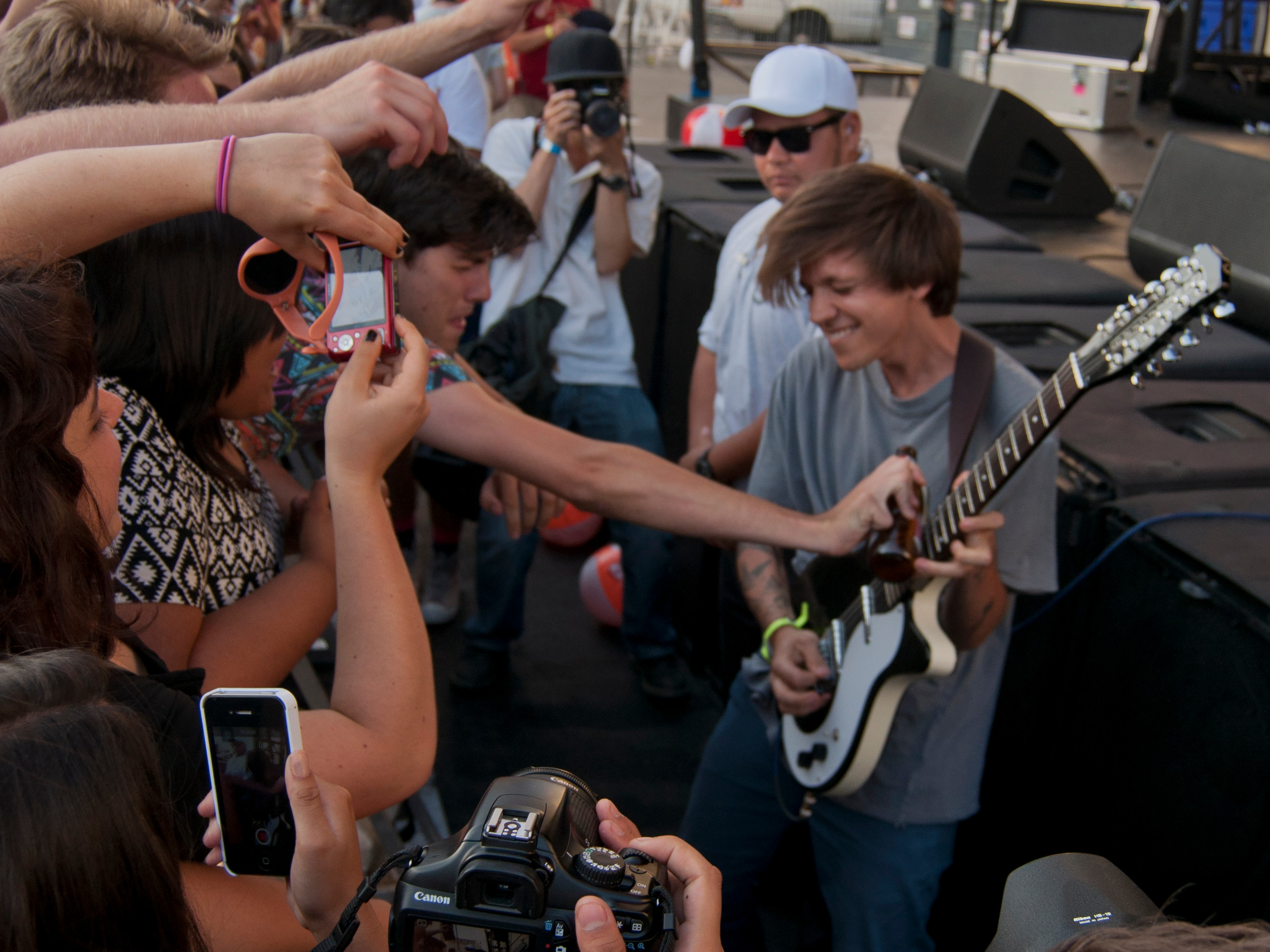
Thomas Fekete van de indierockband Surfer Blood in 2014.

Op 20 april 2015 maakte gitarist Thomas Fekete van de indierockband Surfer Blood bekend dat hij aan een zeldzame vorm van kanker leed. Dertien bands stelden elk een niet eerder uitgebracht nummer beschikbaar. De dertien lp's werden op eBay bij veiling te koop aangeboden. Het geld ging naar de GoFundMe-campagne die was opgezet om de (alternatieve) behandelkosten te dekken. Guided by Voices doneerde een opname van een live-uitvoering van "Motor Away" waarvan de studio-opname afkomstig is van Alien Lanes (1995). Op 30 mei 2016 overleed Fekete op 27-jarige leeftijd. Later dat jaar ging Surfer Blood op tournee met Pollard.
In mei 2019 raasden er 15 tornado's over Ohio en omliggende staten waarbij enkele doden vielen. Een paar maanden later, op 4 augustus, vond er een schietpartij in Dayton plaats waarbij negen doden en 27 gewonden vielen. Tijdens Heedfest, een festival ter viering van Pollard en zijn muziek, werd onder de bezoekers geld opgehaald dat geschonken werd aan slachtoffers van beide gebeurtenissen. Ook Guided by Voices en Pollard zelf droegen bij, waarna het totaal op meer dan $ 28.000 kwam.
20% van de baten van de "one day world tour" in 2020 kwam ten goede aan poppodia waar de band in de loop der jaren gespeeld heeft. De actie was bedoeld om de poppodia te steunen die te lijden hadden aan de maatregelen die genomen werden tijdens de coronapandemie.

## Discografie

### Studioalbums
- Devil Between My Toes, 1987
- Sandbox, 1987
- Self-Inflicted Aerial Nostalgia, 1989
- Same Place the Fly Got Smashed, 1990
- Propeller, 1992
- Vampire on Titus, 1993
- Bee Thousand, 1994
- Alien Lanes, 1995
- Under the Bushes Under the Stars, 1996
- Tonics & Twisted Chasers, 1996
- Mag Earwhig!, 1997
- Do the Collapse, 1999
- Isolation Drills, 2001
- Universal Truths and Cycles, 2002

- Earthquake Glue, 2003
- Half Smiles of the Decomposed, 2004
- Let's Go Eat the Factory, 2011
- Class Clown Spots a UFO, 2012
- The Bears for Lunch, 2012
- English Little League, 2013
- Motivational Jumpsuit, 2014
- Cool Planet, 2014
- Please Be Honest, 2016
- August by Cake, 2017
- How Do You Spell Heaven, 2017
- Space Gun, 2018
- Zeppelin over China, 2019
- Warp and Woof, 2019

- Sweating the Plague, 2019
- Surrender Your Poppy Field, 2020
- Mirrored Aztec, 2020
- Styles We Paid For, 2020
- Earth Man Blues, 2021
- It's Not Them. It Couldn't Be Them. It Is Them!, 2021
- Crystal Nuns Cathedral, 2022
- Tremblers and Goggles by Rank, 2022
- La La Land, 2023
- Welshpool Frillies, 2023
- Nowhere to Go but Up, 2023
- Strut of Kings, 2024
- Universe Room, 2025

## Hitnoteringen
Guided by Voices bereikte met drie albums de Billboard 200. Isolation Drills kwam op #168 terecht in 2001, Universal Truths and Cycles piekte op #160 in 2002 en Earthquake Glue kwam in 2003 niet verder dan #193.